# Dream (bài hát của Suzy và Baekhyun)
"Dream" là một bài hát của hai ca sĩ Hàn Quốc Suzy, thành viên nhóm nhạc nữ Miss A, và Baekhyun, thành viên nhóm nhạc nam EXO. Bài hát được Mystic Entertainment phát hành trực tuyến vào ngày 7 tháng 1 và tại các cửa hàng vào ngày 14 tháng 1 năm 2016.

## Bối cảnh và phát hành
Ngày 31 tháng 12 năm 2015, Suzy và Baekhyun được công bố là sẽ hợp tác với nhau trong một bản song ca có tên gọi "Dream", một bài hát R&B kết hợp jazz và neo soul với ca từ về một cặp đôi đang yêu. Hai video teaser, video đầu tiên của Suzy và video thứ hai của Baekhyun, lần lượt được đăng tải vào ngày 4 và ngày 5 tháng 1. Bài hát được phát hành trực tuyến cùng với video âm nhạc vào ngày 7 tháng 1. Sau đó đĩa nhạc được phát hành tại các cửa hàng vào ngày 14 tháng 1.
Park Geun-tae, một trong những nhạc sĩ đã sáng tác "Dream", cho biết anh đã dành hai năm để hoàn thành bài hát, và phải mất một năm để mời được cả hai ca sĩ cùng thể hiện bài hát. Anh bắt đầu chú ý đến Suzy vào năm 2013 sau khi nghe bài hát nhạc phim "Don't Forget Me" của bộ phim truyền hình Gu Family Book mà cô trình bày, và sau đó lựa chọn Baekhyun làm người song ca cùng cô.

## Biểu diễn
| Ca sĩ biểu diễn               | Chương trình                | Thời gian     | Đường dẫn tới video                               |
| ----------------------------- | --------------------------- | ------------- | ------------------------------------------------- |
| Nayeon (TWICE) Chanyeol (EXO) | Music Bank                  | Tháng 6/2016  | https://www.youtube.com/watch?v=l1P-Wo09wOo       |
| DK (Seventeen) Jihyo (TWICE)  | The King of Mask Singer     | Tháng 7/2016  | https://www.youtube.com/watch?v=jWVfF2tooec&t=45s |
| Suzy Baekhyun (EXO)           | Mnet Asian Music Award 2016 | Tháng 12/2016 | https://www.youtube.com/watch?v=VB7iuBXYr5c       |
| Somi Wooshin (UP10TION)       | The Show                    | Năm 2016      | https://www.youtube.com/watch?v=5GByac3rlbs       |
| Suzy Baekhyun (EXO)           | Golden Disc Award 2017      | Tháng 1/2017  | https://www.youtube.com/watch?v=5kMJrQy-8Qo       |
| Baekhyun (EXO)                | Yu Huiyeol's Sketchbook     | Tháng 7/2019  | https://www.youtube.com/watch?v=KtIxPTUjyWo       |
| Sejeong Kim Jaehwan           | Show! Music Core            | Tháng 12/2019 | https://www.youtube.com/watch?v=5rXak-qdfHQ       |
| Lee Suhyun (AKMU) Paul Kim    | Begin Again                 | Tháng 12/2020 | https://www.youtube.com/watch?v=33AgM8K1xLs       |
| Miyeon ((G)i-dle) Nam Yoonsu  | M Count Down                | Tháng 2/2021  | https://www.youtube.com/watch?v=F6lZDW-PMiY       |

## Sự đón nhận
"Dream" xuất hiện lần đầu tiên trên bảng xếp hạng nhạc số hàng tuần của Gaon ở vị trí thứ nhất, sau đó duy trì thành tích này trong ba tuần liên tiếp và nhờ đó đứng đầu bảng xếp hạng nhạc số tháng 1 năm 2016. Phiên bản album cũng đã đứng đầu bảng xếp hạng album hàng tuần của Gaon. Bài hát cũng đã giành chiến thắng tất cả năm lên trên hai chương trình âm nhạc Music Bank và Inkigayo mặc dù không được quảng bá.
"Dream" đã giành chiến thắng ở hạng mục Bài hát R&B/Soul xuất sắc nhất tại lễ trao giải Melon Music Awards lần thứ 8, cũng như ở hạng mục Hợp tác xuất sắc nhất tại lễ trao giải Mnet Asian Music Awards lần thứ 18.

## Danh sách bài hát
| STT              | Nhan đề                  | Phổ lời          | Phổ nhạc                   | Thời lượng |
| ---------------- | ------------------------ | ---------------- | -------------------------- | ---------- |
| 1.               | "Dream"                  | Kim Eana         | Park Geun-tae Jin Suk Choi | 03:42      |
| 2.               | "Dream" (Club Live Ver.) | Kim Eana         | Park Geun-tae Jin Suk Choi | 03:33      |
| Tổng thời lượng: | Tổng thời lượng:         | Tổng thời lượng: | Tổng thời lượng:           | 07:15      |

## Thực hiện
| - Suzy – hát - Baekhyun – hát - Park Geun-tae – sáng tác - Jin Suk Choi – sáng tác - Kim Eana – sáng tác - Choi In-sung – guitar bass | - Park Eun-woo – chorus - Lee Seung-woo – chorus - Hong So-jin – piano - Jung Jae-won – thu âm, guitar điện - Jo Joon-sung – phối - Choi Hyo-young – master |

Thông tin được lấy từ ghi chú album.

## Bảng xếp hạng
| Bảng xếp hạng (2016)            | Thứ hạng cao nhất |
| ------------------------------- | ----------------- |
| Đĩa đơn Hàn Quốc (Gaon)         | 1                 |
| Album Hàn Quốc (Gaon)           | 1                 |
| World Digital Songs (Billboard) | 3                 |

| Bảng xếp hạng (2016)    | Thứ hạng cao nhất |
| ----------------------- | ----------------- |
| Đĩa đơn Hàn Quốc (Gaon) | 1                 |
| Album Hàn Quốc (Gaon)   | 4                 |

## Doanh số
| Bảng xếp hạng           | Doanh số  |
| ----------------------- | --------- |
| Đĩa đơn Hàn Quốc (Gaon) | 1.360.267 |
| Album Hàn Quốc (Gaon)   | 36.900    |

## Giải thưởng và đề cử

### Chương trình âm nhạc
| Bài hát | Chương trình     | Ngày                |
| ------- | ---------------- | ------------------- |
| "Dream" | Music Bank (KBS) | 15 tháng 1 năm 2016 |
| "Dream" | Music Bank (KBS) | 22 tháng 1 năm 2016 |
| "Dream" | Inkigayo (SBS)   | 17 tháng 1 năm 2016 |
| "Dream" | Inkigayo (SBS)   | 24 tháng 1 năm 2016 |
| "Dream" | Inkigayo (SBS)   | 31 tháng 1 năm 2016 |

## Lịch sử phát hành
| Khu vực       | Ngày                | Định dạng | Hãng đĩa                                 |
| ------------- | ------------------- | --------- | ---------------------------------------- |
| Toàn thế giới | 7 tháng 1 năm 2016  | Tải về    | Mystic Entertainment, LOEN Entertainment |
| Hàn Quốc      | 14 tháng 1 năm 2016 | CD        | Mystic Entertainment, LOEN Entertainment |